# Rideau (estación)
Rideau es una estación que forma parte de la Línea Confederación del O-Train en Ottawa. Se ubicada en el límite de los vecindarios de Sandy Hill y ByWard Market.

## Composición
Rideau es una estación de plataforma lateral subterránea. Dos explanadas ubicadas sobre los dos extremos de las plataformas contienen las entradas de boletos y dan acceso al Rideau Center y la salida de William Street/ByWard Market. Ambos vestíbulos cuentan con ascensores a la superficie y las plataformas.
La estación es la más profunda de la red de Ottawa, con la plataforma a 26.5 metros bajo tierra. También tiene la escalera mecánica de tránsito más larga de Canadá con 35.3 metros.
La estación cuenta con dos obras de arte: FLOW/FLOTS de Geneviève Cadieux, un conjunto de dos pantallas de vidrio en los vestíbulos de la estación con vistas a los andenes; y La forma que toma esto para llegar a eso de Jim Verburg, un conjunto de murales en las escaleras de acceso. Además, un área de exhibición llamada "Corredor 45 | 75" está ubicada a lo largo del corredor que conecta la explanada oeste con el acceso al Centro Rideau.

## Conexiones

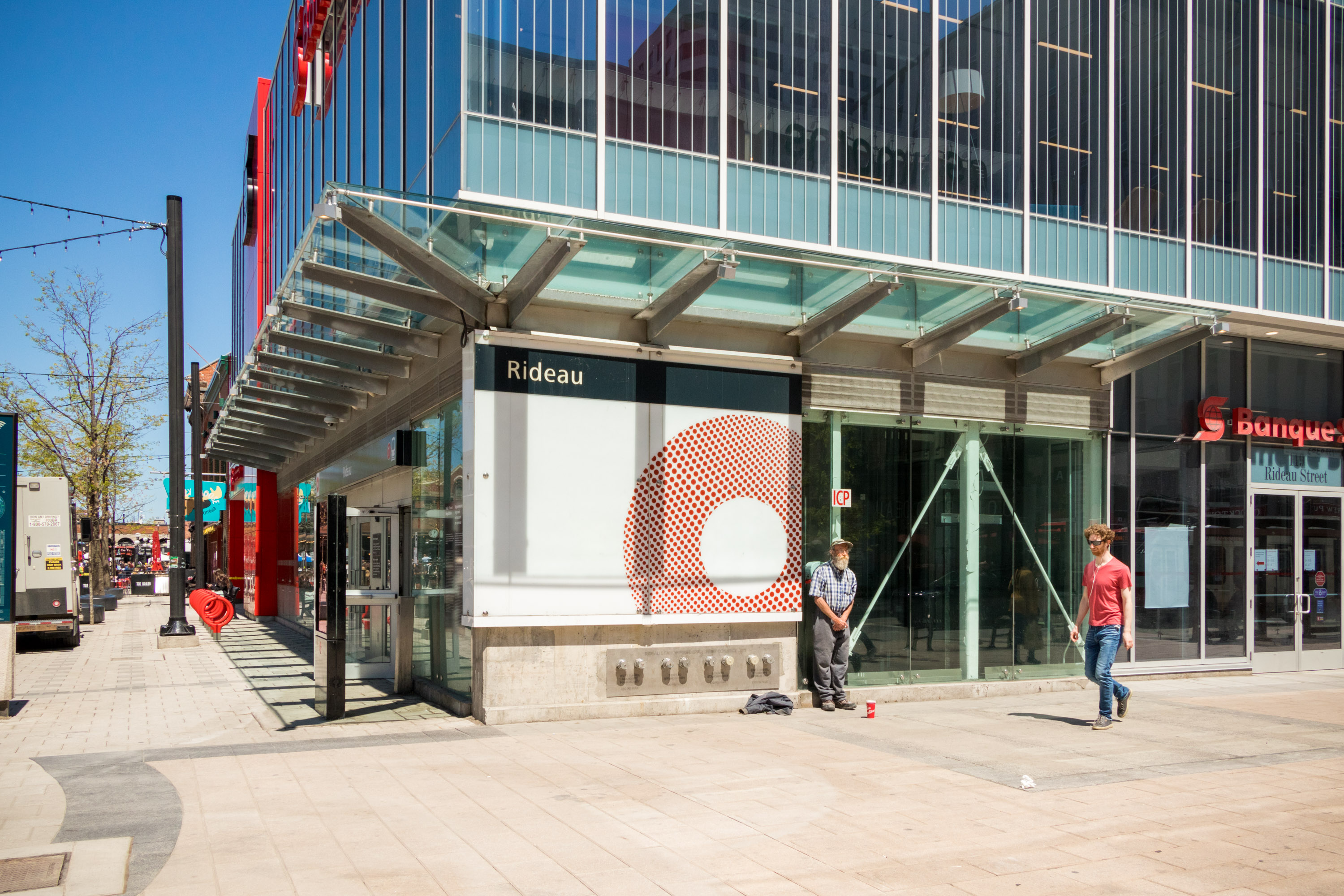
Entrada en la esquina de las calles Rideau y William.

### OC Transpo
Las siguientes rutas dan servicio a la estación Rideau a partir del 20 de diciembre de 2020: La ruta 12 se trunca temporalmente al oeste de St. Laurent Boulevard debido al proyecto de revitalización de Montreal Road.
| Parada               | Rutas                                       |
| -------------------- | ------------------------------------------- |
| Este: O-Train        |                                             |
| Oeste: O-Train       |                                             |
| A Calle Rideau Oeste | R1, 5, 6, 7, 14, 15, 18, N57, N61, N75, 114 |
| B Calle Rideau Este  | R1, 5, 6, 7, 14, 15, 18, N39, N45, N97      |
| C Sussex Dr. Norte   | 9                                           |
| Calle Rideau Oeste   | 6,9                                         |